# Волжск
Волжск (рус. Волжск) град је у Русији у републици Мариј Ел. Према попису становништва из 2010. у граду је живело 55.671 становника.

## Становништво
Према прелиминарним подацима са пописа, у граду је 2010. живело 55.671 становника, 3.296 (5,59%) мање него 2002.
| 1939.  | 1959.  | 1970.  | 1979.  | 1989.  | 2002.  | 2010.  |
| ------ | ------ | ------ | ------ | ------ | ------ | ------ |
| 19.486 | 33.412 | 42.977 | 52.035 | 60.919 | 58.967 | 55.659 |